# Hans-Joachim Löser
Hans-Joachim Löser, häufig Jochen Löser, (* 3. April 1918 in Weimar; † 13. Februar 2001) war ein deutscher Berufsoffizier.

## Leben
Hans-Joachim Löser trat 1936 als Fahnenjunker in das Infanterieregiment 68 in Brandenburg/Havel bei. Zu Beginn der Mobilmachung war er Leutnant und Zugführer in der schweren Maschinengewehr-Kompanie 8. In der 76. Infanterie-Division wurde Löser, erst als Leutnant, dann als Oberleutnant, als Bataillons- und in der Folge als Regimentsadjutant im Infanterie-Regiment 230 eingesetzt. Löser kämpfte erst in Frankreich, später in Ostpreußen beim Balkan- und dem Russlandfeldzug. Löser wurde in Stalingrad verwundet und wurde am 20. Januar 1943 mit einem der letzten Flüge ausgeflogen. Es folgten zunächst ein Jahr Lazarettaufenthalt und der Besuch der Kunsthochschule Weimar.
Im selben Jahr heiratete Löser Ursula Müller, mit der er drei Kinder bekam. Nach der Gesundung erfolgt eine Generalstabsausbildung. Bis Kriegsende lehrte er als Major an der Kriegsakademie Hirschberg.
Im Jahr 1956 trat Jochen Löser als Major in die Bundeswehr ein. Er arbeitete erst als Hilfsreferent, später dann als Referent im Bundesministerium für Verteidigung und war 1957 maßgeblich an der Entwicklung einer neuen Heeresstruktur beteiligt. Von April 1958 bis April 1971 war er Chef des Stabes einer Division, später Kommandeur einer Panzerbrigade in Bayern. Am 1. April 1971 wurde er als Brigadegeneral Chef des Stabes des 1. Korps, zuletzt von 1972 bis 1974 im Rang eines Generalmajors Kommandeur der 1. Panzerdivision.
Im Jahr 1974 nahm er seinen Abschied aus der Bundeswehr.
Eines seines Kinder war der spätere Generalleutnant der Bundeswehr Wolf-Dieter Löser.

## Auszeichnungen
- 1974 Großes Verdienstkreuz des Verdienstordens der Bundesrepublik Deutschland[5]

## Veröffentlichungen (Auswahl)
- Weder rot noch tot: Überleben ohne Atomkrieg - eine sicherheitspolitische Alternative. Olzog, München 1981, ISBN 978-3-7892-7167-0
- Gegen den Dritten Weltkrieg: Strategie der Freien. Mittler, Herford 1982, ISBN 978-3-8132-0136-9
- mit Ulrike Schilling: Neutralität für Mitteleuropa: das Ende der Blöcke. Bertelsmann, München 1984, ISBN 978-3-570-04320-2
- mit Harald Anderson: Antwort auf Genf: Sicherheit für West und Ost. Olzog, München 1984, ISBN 978-3-7892-7245-5
- Bittere Pflicht. Biblio-Verlag, Osnabrück 1986, ISBN 978-3-7648-1489-2
- Soldaten: Gehorsam und Gewissen im Spannungsfeld der Politik. Biblio-Verlag, Osnabrück 1999, ISBN 978-3-7648-2539-3